# Henry William Forster
Henry William Forster, 1. baron Forster (Henry William Forster, 1st Baron Forster of Lepe) (31. ledna 1866, Londýn, Anglie – 15. ledna 1936, Londýn, Anglie) byl britský státník. Byl dlouholetým poslancem Dolní sněmovny za Konzervativní stranu, za první světové války zastával nižší funkce ve vládě. V roce 1919 byl s titulem barona povolán do Sněmovny lordů a v letech 1920–1925 byl generálním guvernérem v Austrálii.

## Životopis
Narodil se na venkovském sídle Southend Hall v Kentu jako syn majora Johna Forstera. Studoval v Etonu a Oxfordu, za studií vynikl jako hráč kriketu. V letech 1892–1919 byl poslancem Dolní sněmovny za Konzervativní stranu, v Balfourově vládě zastával nižší funkci lorda pokladu (1902–1905), za první světové války byl finančním tajemníkem na ministerstvu války (1915–1919), od roku 1917 byl členem Tajné rady. V roce 1919 byl s titulem barona povolán do Sněmovny lordů.
V roce 1920 byl na návrh ministra kolonií Alfreda Milnera jmenován generálním guvernérem v Austrálii, při té příležitosti zároveň obdržel velkokříž Řádu sv. Michala a sv. Jiří. Jednalo se o první případ, kdy si generálního guvernéra vybrali australští politici. Funkce se ujal v říjnu 1920 a díky svému skromnému vystupování získal v Austrálii značnou popularitu. Postupně rezignoval na zasahování do politických záležitostí a úřad generálního guvernéra transformoval do současné podoby ceremoniálního zástupce panovníka. Věnoval se cestování, společenským povinnostem a charitě, zajímal se také o sport. Po ukončení pětiletého funkčního období se vrátíl do Anglie a od té doby žil v soukromí.
Jeho manželkou byla Rachel Montagu–Douglas–Scott (1868–1939) z vedlejší linie vévodů z Buccleugh–Queensberry. Měli spolu čtyři děti, oba synové John (1893–1914) a Alfred (1898–1919) zemřeli na následky zranění z první světové války. Úmrtím Henryho Williama Forstera titul barona zanikl.